# Melbourne (Arkansas)
Melbourne is een plaats (city) in de Amerikaanse staat Arkansas, en valt bestuurlijk gezien onder Izard County.

## Demografie
Bij de volkstelling in 2000 werd het aantal inwoners vastgesteld op 1673.
In 2006 is het aantal inwoners door het United States Census Bureau geschat op 1695, een stijging van 22 (1,3%).

## Geografie
Volgens het United States Census Bureau beslaat de plaats een oppervlakte van
16,2 km², geheel bestaande uit land. Melbourne ligt op ongeveer 142 m boven zeeniveau.

## Plaatsen in de nabije omgeving
De onderstaande figuur toont nabijgelegen plaatsen in een straal van 24 km rond Melbourne.